# Ojat-Wołchowstrojewskij
Ojat-Wołchowstrojewskij (ros. Оять-Волховстроевский) – stacja kolejowa w miejscowości Ojat, w rejonie łodiejnopolskim, w obwodzie leningradzkim, w Rosji. Położona jest na linii Wołchow - Murmańsk.
Stacja powstała podczas I wojny światowej. Początkowo nosiła nazwę Ojat (ros. Оять), od pobliskiej rzeki Ojat.